# Кхао том
Кхао том, кхао том мадт (лаос. ເຂົ້າຕົ້ມ; тай. ข้าวต้ม) — традиційний тайський та лаосський десерт з липкого рису з начинкою, загорнутою в бананове листя.

## Приготування
Може бути солодким (кокос, банан) чи соленим (свинина, боби мунг). У Таїланді рис часто зафарбовується у синій колір квітами рослини Clitoria ternatea.

## Традиції
Зв'язані бамбуковою стрічкою два згортки кхао том в Таїланді вважаються символом закоханих пар. Якщо пара піднесе цей десерт ченцям у перший день посту Васса, що називається у Таїланді Ван Као Панса, то їхнє подружнє життя буде щасливим.

## Галерея

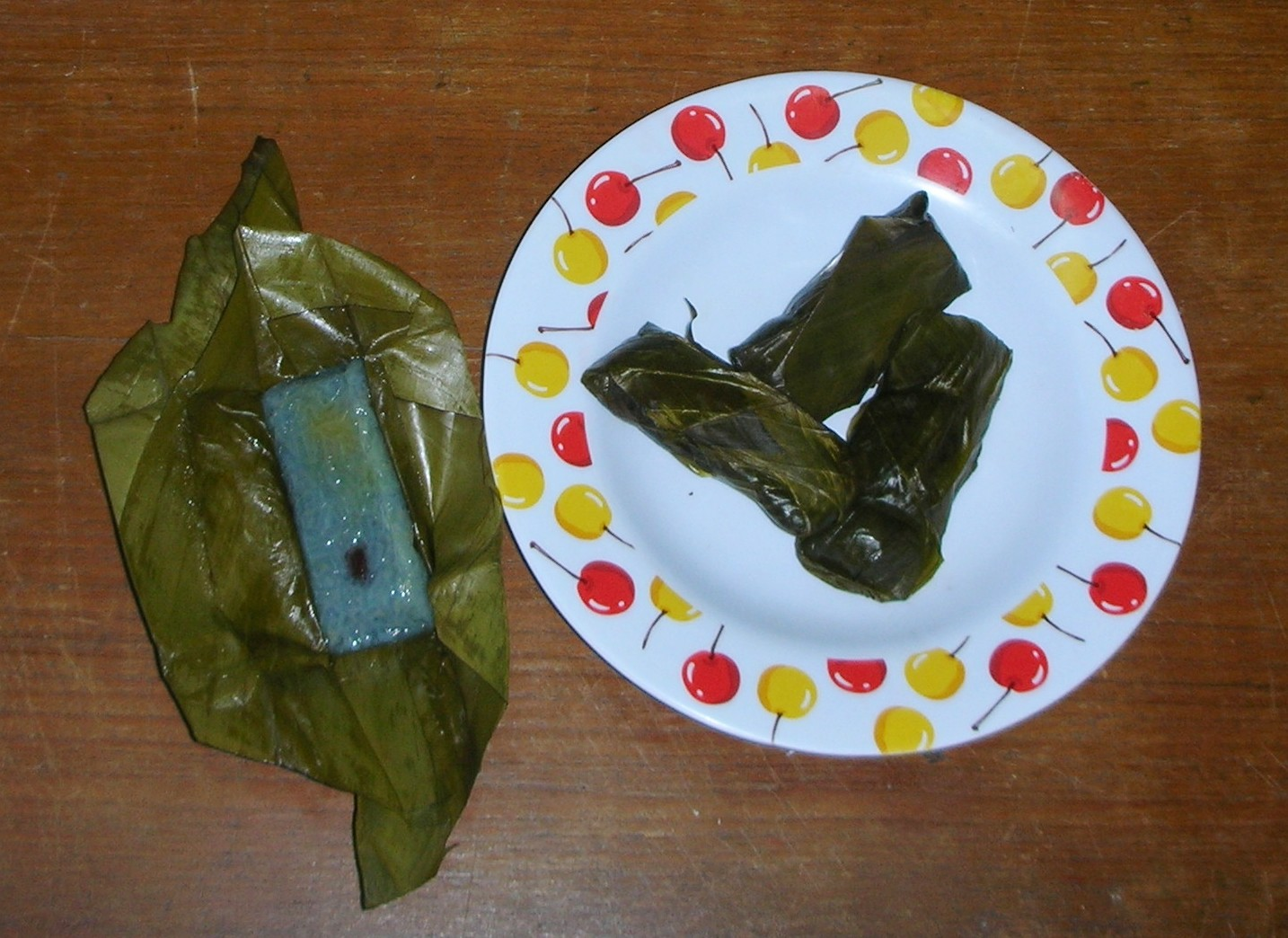
Кхао том зафарбований у синій колір квітами рослини Clitoria ternatea
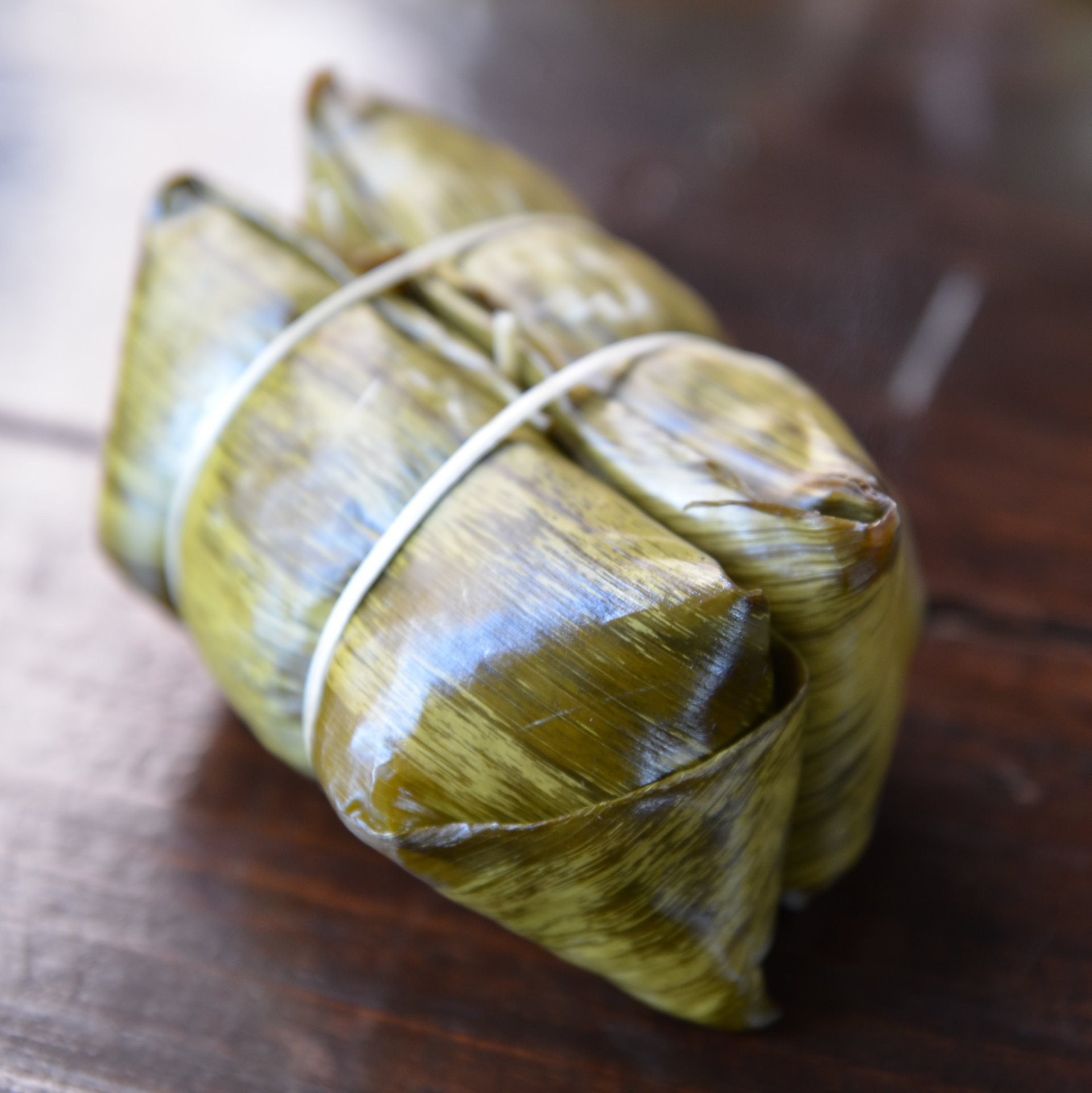
Зв'язані згортки кхо том
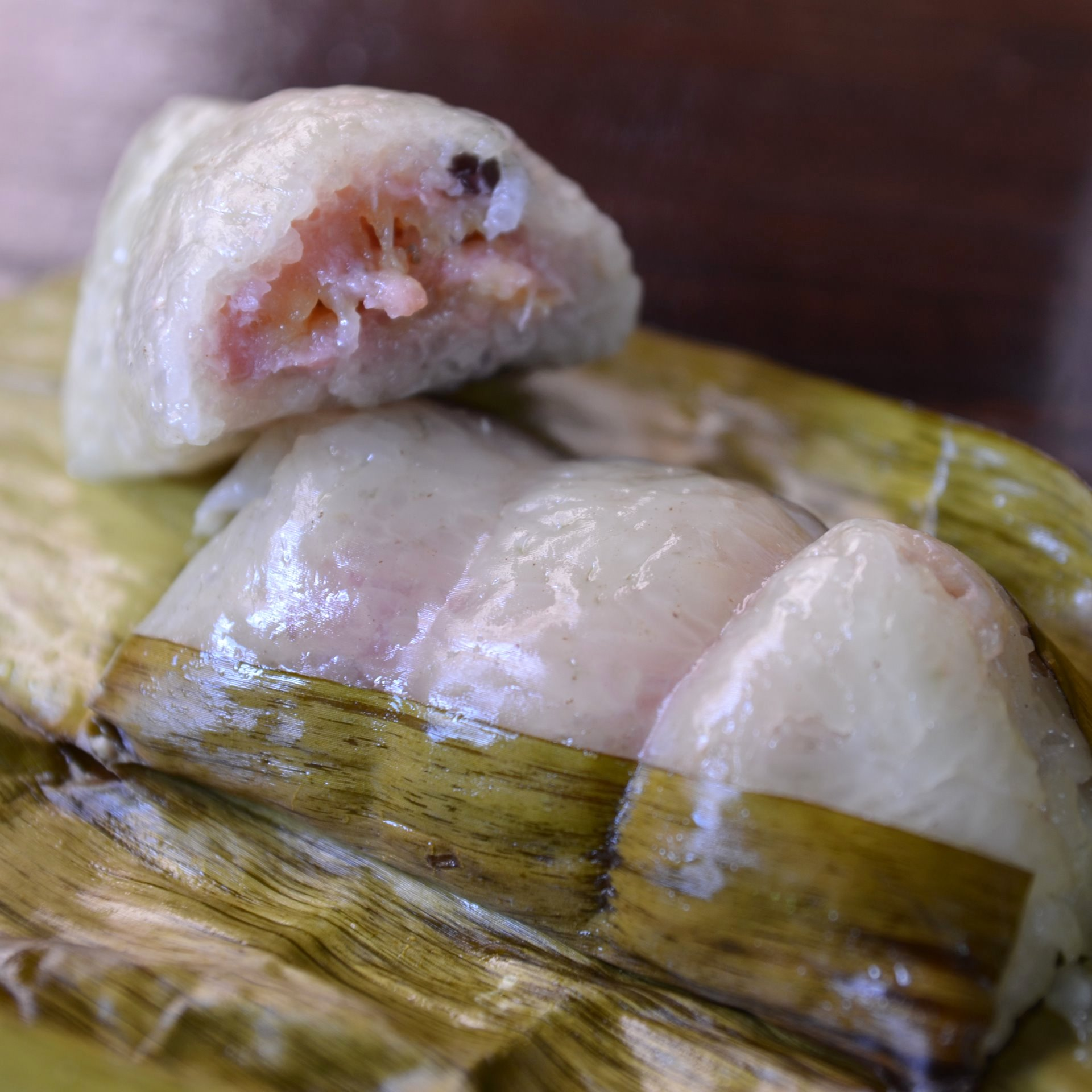